# Jules Goux

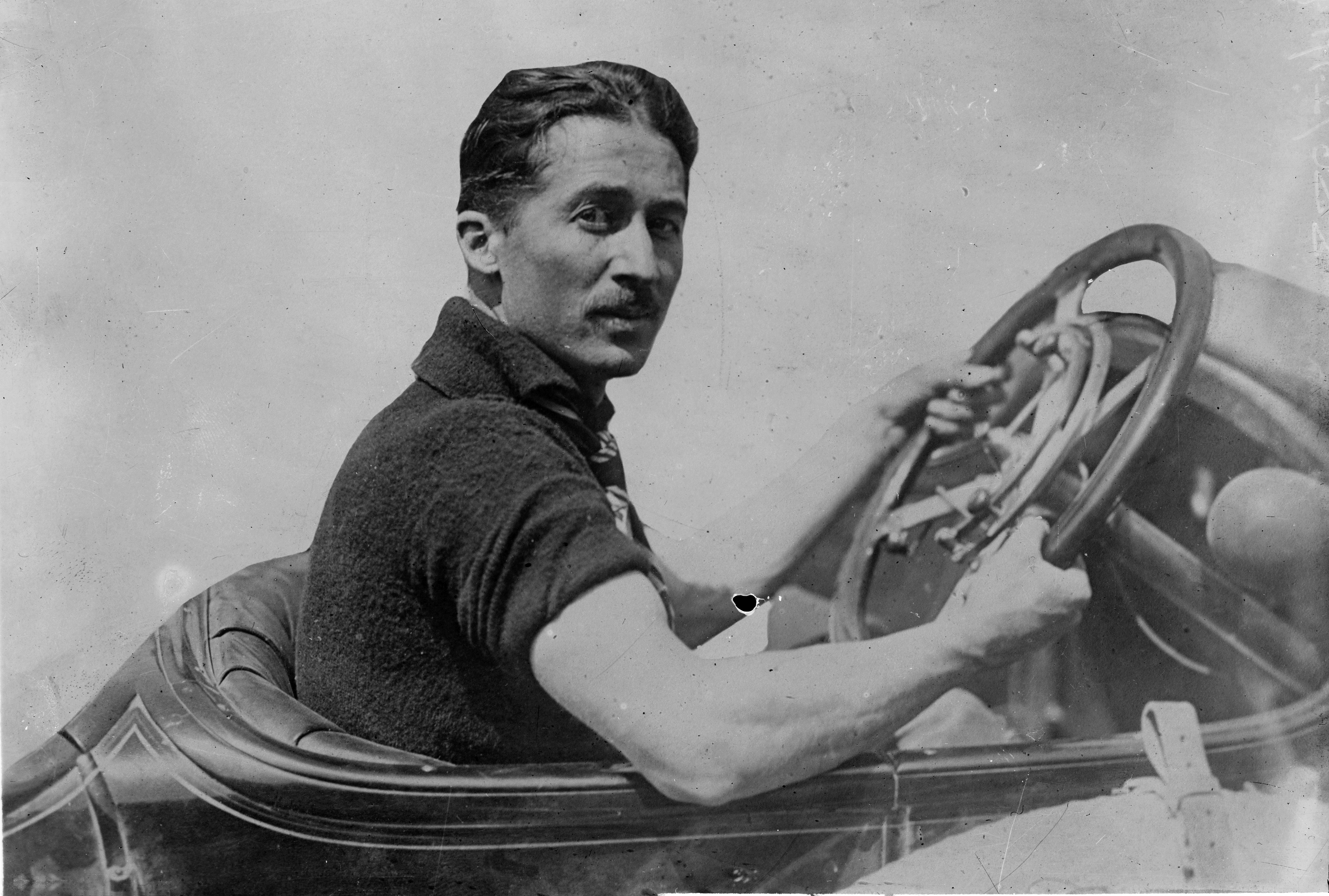
Jules Goux

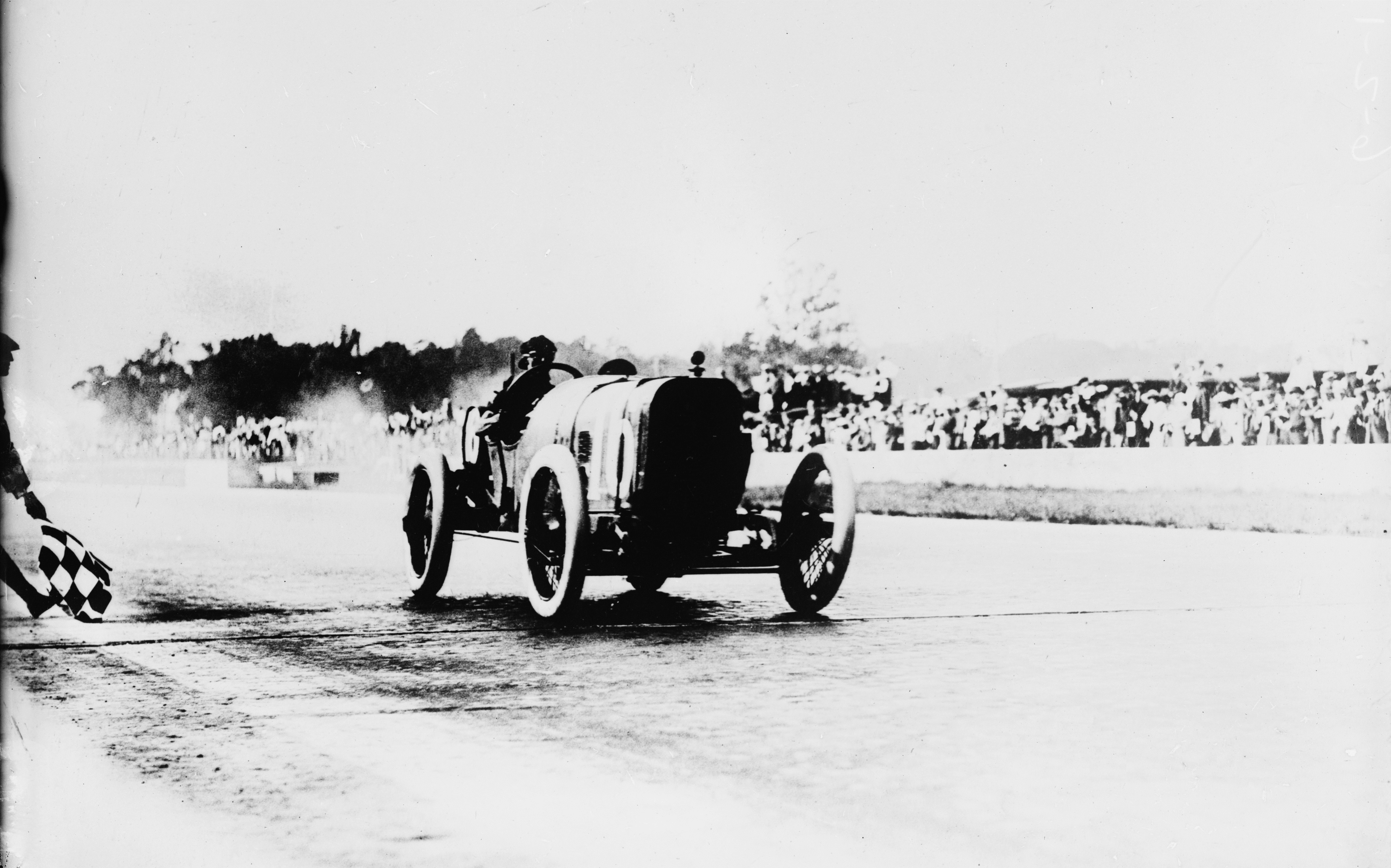
Jules Goux bei seiner Fahrt zum Sieg beim 500-Meilen-Rennen von Indianapolis 1913

Jules Goux (* 6. April 1885 in Valentigney; † 6. März 1965 in Mirmande) war ein französischer Automobilpionier und -rennfahrer.

## Karriere
Inspiriert durch die mediale Berichterstattung über den Gordon-Bennett-Cup kam der junge Jules Goux zu Beginn des 20. Jahrhunderts zum Motorsport. Seinen ersten großen Sieg feierte der Franzose 1908, als er in Sitges den Katalonien-Cup gewinnen konnte. Dieser Erfolg brachte ihm einen Werksvertrag bei Peugeot ein, wo er Teamkollege von Georges Boillot wurde.
1912 gewann Goux den Sarthe-Cup auf einem Straßenkurs rund um Le Mans. Auf annähernd dieser Streckenführung wurde elf Jahre später das erste 24-Stunden-Rennen von Le Mans ausgefahren. 1913 feierte er seinen größten internationalen Erfolg, als er nicht nur als erster Franzose, sondern überhaupt als erster Europäer das 500-Meilen-Rennen von Indianapolis für Peugeot gewinnen konnte. 1914 ging er als großer Favorit ins Rennen, musste sich nach technischen Problemen aber mit dem vierten Gesamtrang begnügen.
Der Erste Weltkrieg unterbrach die Rennaktivitäten und Goux diente in der französischen Armee. Nach dem Krieg wurde er Werksfahrer bei Ballot, erreichte 1921 den dritten Rang beim Großen Preis von Frankreich und siegte im selben Jahr beim ersten Großen Preis von Italien. Seine letzten großen Erfolge feierte er 1926 für Bugatti, als er den Großen Preis von Frankreich und den Grand Prix von Europa, der im Rahmen des Großen Preises von San Sebastián stattfand, gewinnen konnte.
Als einer der wenigen Fahrer seiner Generation überlebte Goux den Rennsport und starb nicht wie viele seiner Kollegen bei Rennunfällen. 1965, im hohen Alten von 79 Jahren, erlag er in seiner Geburtsstadt Valentigney einer Allergie.